# Каменка (Башмаковский район)
Каменка — село в Башмаковском районе Пензенской области России. Административный центр Бояровского сельсовета.

## География
Село расположено в 45 км к северо-западу от районного центра посёлка Башмаково, в 5 км к востоку от железнодорожной станции Вернадовка.
Возле Каменки находились ликвидированные в 2010 году селения Бояровского сельсовета Милашка и Новокрасивский.

## Население
| 1862 | 1883  | 1897  | 1913  | 1926  | 1934  | 1959  |
| ---- | ----- | ----- | ----- | ----- | ----- | ----- |
| 1166 | ↗1577 | ↘1546 | ↗2088 | ↘1927 | ↘1827 | ↘1241 |
| 1979 | 1989  | 1996  | 2002  | 2010  |       |       |
| ↘808 | ↘753  | ↘671  | ↘555  | ↘461  |       |       |

## История
Село основано в 1745–1762 гг. на землях Нарышкиных, переселенцами из соседних сел Матчерки, Рянзы, Морошки и д. Крутец. Первой владелицей деревни была Елена Александровна, вдова Александра Львовича Нарышкина. После принадлежала Эммануилу Дмитриевичу Нарышкину. В селе располагалось имение академика В. И. Вернадского. С 1934 г. в селе располагались центральные усадьбы колхозов «Передовик соревнования» и имени Будённого. С 1939 по 1955 гг. центр сельсовета Соседского района. С 1955 г. в составе Боярского сельсовета. С 1980-х годов становится центральной усадьбой совхоза «Вперёд».